# 新北市區公車橘21路線
新北市區公車橘21路線，為臺灣臺北捷運新莊線之接駁公車。由三重客運營運、新北市政府交通局管理的公車路線，起點為龍壽里，終點為新北產業園區。

## 簡介
- 2012年1月5日新線上路，前一個月免費搭乘，獲配7輛HYUNDAI新大型中巴
- 2012年12月1日起調整路線，延駛新北產業園區，路線為原線－中港站－五工路－五權路－五工六路－五權三路－五工路－接原線返回迴龍調度站，新增管理中心、標準廠房、政錩汽車(往西北方向)、世翔、工商展覽中心(以上兩站為往西南方向)、勞工活動中心(往東南方向)、元福(往東北方向)站位
- 2019年4月1日獲配4輛HINO新大型中巴
- 2020年4月1日起因應武漢肺炎疫情，班距由尖峰12-15分、離峰15-30分、例假日20-30分一班暫時調降為尖峰12-20分、離峰20-30分、例假日30-60分一班[2]
- 2020年4月1日獲配4輛ISUZU新大型中巴
- 2025年4月8日起「丹鳳國小(新北大道)」(北向)站位恢復停靠[3]

## 沿革
- 民國101年（2012年）1月5日，此路線與臺北捷運新莊線同時開通，作為新莊線之接駁公車，路線起點為迴龍站，終點為中港。同時開通的接駁公車還有859（泰山－樹林）、橘22（瓊林－捷運新莊站）、橘23（迴龍－捷運輔大站），四條路線跟新莊線皆提供持悠遊卡乘客1個月的免費試乘，通車後第1週也會協調公車者派員引導乘客轉乘公車及捷運、提供周邊景點資訊。[4]
- 此路線連結桃園市迴龍地區與臺北都會區，不過無法使用桃園市市民卡的敬老愛心點數。經過當地居民反映、桃園市政府交通局與新北市政府、三重客運協調，民國109年（2020年）7月1日開始、行經迴龍的七條路線可使用桃園市民卡敬老愛心點數，此路線為其中之一。[5]

## 相關事件
民國102年（2013年）有位視覺障礙者搭乘此路線，希望前往台灣盲人重建院，該班次司機王普輝徵詢全車乘客同意後，下車攙扶此位乘客過8線道馬路。此善行後來被PO上網，在Facebook上獲得九萬多個讚、一萬九千多次分享，也被新聞報導，王普輝接受電視新聞採訪時表示僅為舉手之勞。由於當地並無人行天橋或行人隧道，新北市政府交通局允諾了解、改善。

## 歷史車輛照片集

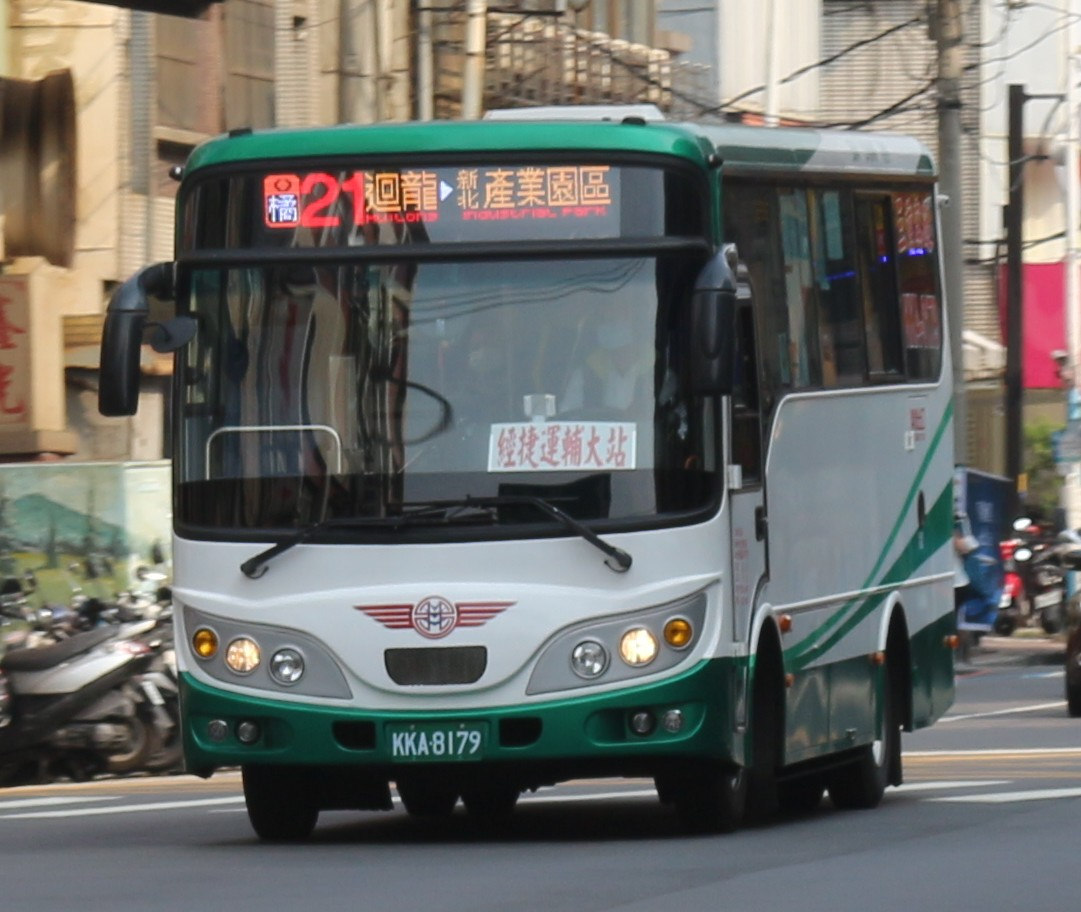

## 經過捷運站
- O21迴龍站
- O19輔大站
- O18新莊站
- Y20新北產業園區站
- A03:新北產業園區站

## 外部連結
- 三重客運 （页面存档备份，存于）
- 大臺北公車橘21 （页面存档备份，存于）
- 暢行台北公車客運資訊站的Facebook專頁